# 吉野川市立中枝小学校
吉野川市立中枝小学校（よしのがわしりつ なかえだしょうがっこう）は、かつて徳島県吉野川市美郷字平にあった公立小学校。2007年（平成19年）4月1日より休校。

## 概要

### 校歌
- 作詞: 芳村勝重
- 作曲: 馬木芳雄

### 教育目標
- 心身共に健康で、知・徳・体育を鍛え、故郷を愛し、共生心を持つ児童を育てる。

## 沿革
- 1879年（明治12年）1月1日 - 別枝簡易小学校として創立。
- 1892年（明治25年） - 別枝山西尋常小学校と改称。
- 1947年（昭和22年） - 中枝村立中枝小学校と改称。
- 1955年（昭和30年） - 町村合併のため美郷村立中枝小学校となる。
- 2004年（平成16年） - 町村合併のため吉野川市立中枝小学校となる。
- 2007年（平成19年）4月1日 - 中枝幼稚園休園と共に休校。